# آرزومند (مقاطعة فراهان)
آرزومند (بالفارسية: آرزومند) هي قرية تقع في مركزي في إيران. يقدر عدد سكانها بـ 318 نسمة بحسب إحصاء 2016.